# 维多利亚·斯帕茨
维多利亚·斯帕茨（英語：Victoria Spartz，1978年10月6日—），或維多利亞·庫爾蓋科（羅馬化：Viktoriya Kul'heyko），是乌克兰裔美国政治人物和女商人，現任美國眾議員（印第安纳州第5国会选区）。此前，她曾是印第安納州參議員（第20選區）。

## 早年
維多利亞·庫爾蓋科出生於烏克蘭共和國诺西夫卡。她畢業於基辅国立经济大学
，在該校取得理學學士、企業管理碩士學位。
2000年，她移民至美國，2006年取得公民身分。之後她於印第安纳-普渡大学凱萊商學院取得會計學碩士學位。

## 從政
2017年，印第安納州州參議員盧克·肯利辭職後，斯帕茨遞補進入議會。
2019年6月，時任眾議員蘇珊·布魯克斯放棄競選連任，斯帕茨在翌年6月2日贏得共和黨提名，出馬競逐議席，最終以4%差距勝選。她是美國國會歷史上第一位烏克蘭裔女性議員，也是第一位出生於前蘇聯領地的議員。

## 外部連結
- Representative Victoria Spartz （页面存档备份，存于） official U.S. House website
- Campaign website （页面存档备份，存于）
- Indiana Senate page （页面存档备份，存于）
- 美國國會國家人物傳記大辭典中的傳記
- 由華盛頓郵報維護的投票記錄
- 智慧投票计划中的傳記、投票紀錄及利益集團評級
- 聯邦選舉委員會中的競選財務報告和數據
- C-SPAN內的頁面（英文）